# Ziemia Kłodzka (czasopismo)
Ziemia Kłodzka – Od Kladského pomezí – Glatzer Bergland – regionalny miesięcznik społeczno-kulturalny ukazujący się od Święta Niepodległości 11 listopada 1989 roku (pierwszy numer), nakładem Wydawnictwa Ziemia Kłodzka. Współwydawcami są Stowarzyszenie Komitet Obywatelski Ziemi Kłodzkiej, Solidarność Polsko-Czesko-Słowacka, Ośrodek Kultury i Sztuki we Wrocławiu. Pismo jest w zasadzie periodykiem trójjęzycznym (chociaż nie wszystkie zamieszczane w nim teksty polskie są równolegle tłumaczone na czeski lub niemiecki).

## Początek: „Żółw”

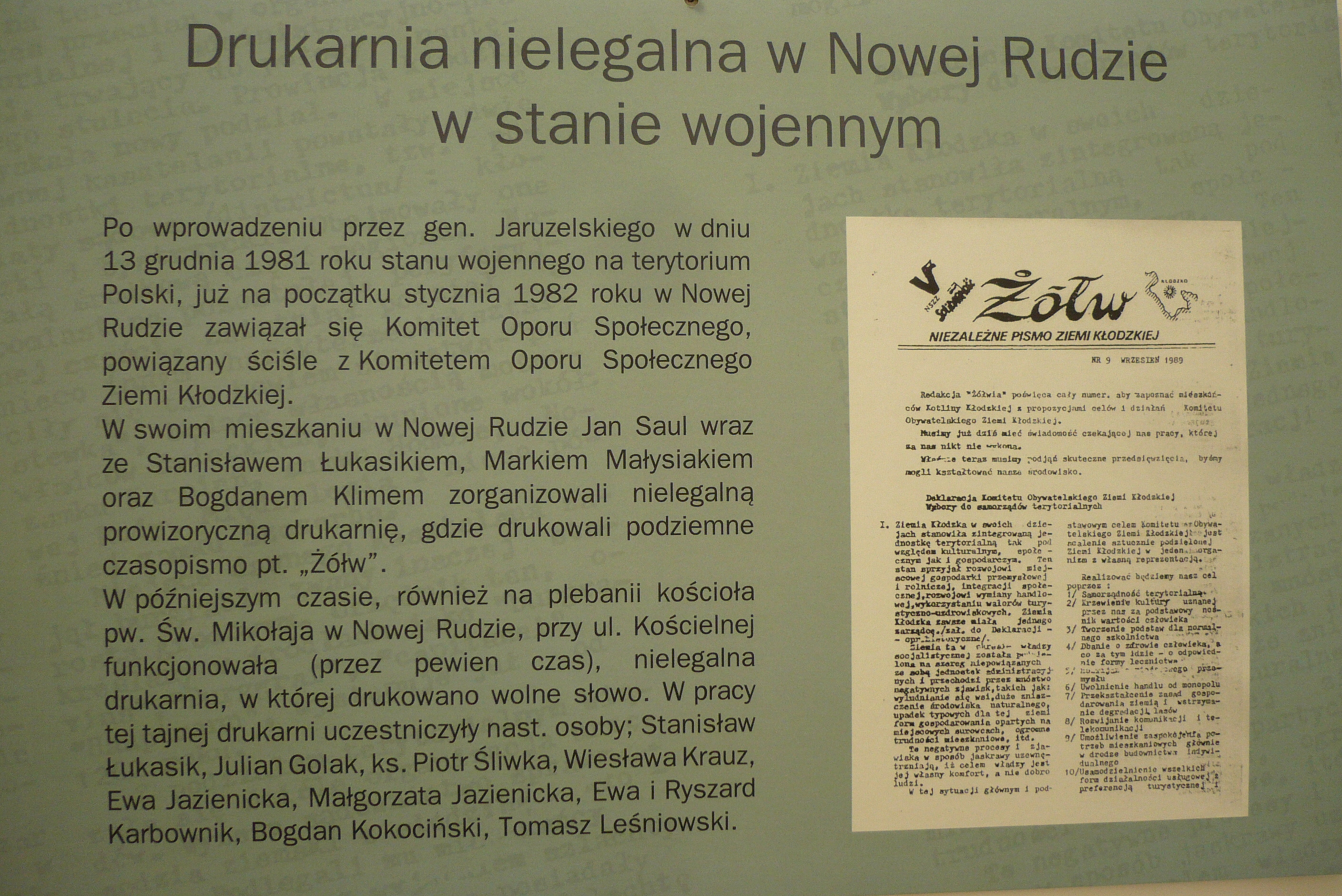
Tablica w Pracowni Poligrafii i Drukarstwa MBP (Nowa Ruda)

„Żółw” był nielegalnym pismem Komitetu Obywatelskiego „S” Ziemi Kłodzkiej i Nowej Rudy utworzonym na początku 1982 w reakcji na wprowadzenie stanu wojennego. Pismo miało charakter programowy: krytykowano ustrój komunistyczny, popularyzowano historię najnowszą, analizowano stosunki polsko-sowieckie, podejmowano problematykę regionalną, przybliżano idee Solidarności Polsko-Czechosłowackiej. W składzie redakcji byli Stanisław Łukasik, Mirosław Awiżeń, Antoni Misiak, Adam Kwas, Tadeusz Wrona, Jan Saul, Danuta Antonik. W 1983, kiedy na teren ziemi kłodzkiej zaczęło docierać dużo wydawnictw podziemnych, zaprzestano wydawania gazety. W 1989 pismo reaktywowano jako miesięcznik, ukazało się dziewięć numerów, które drukowano nielegalnie na plebanii u ks. Piotra Śliwki z pomocą Juliana Golaka, na powielaczu własnej konstrukcji. W październiku 1989 redakcja rozpoczęła przygotowania do legalnego wydawania pisma. „Żółw” przestał wychodzić, gdy 11 listopada 1989 ukazał się pierwszy numer „Ziemi Kłodzkiej”.

## Redakcja
Pierwszym redaktorem naczelnym był późniejszy burmistrz Nowej Rudy Stanisław Łukasik, później kolejno: Stanisław Tomkiewicz, Marek Kulpa, Jan Zasępa, Adam Kwas, Julian Golak. Obecnie redaktorem naczelnym pisma jest Teresa Bazała. Przewodniczącym Rady Naukowej jest prof. Lesław Koćwin.
Pismo redaguje międzynarodowe kolegium. Część polską redagują: Joanna Golak-Cincio, Julian Golak, Henryk Grzybowski, Warcisław Martynowski, prof. Jacek Suchodolski, część czeską Petr Neuman, Helmut Dohnalek, Josef Krám, część niemiecką Horst Ulbrich i Manfred Spata. Wcześniej za część niemiecką odpowiadali: Elisabeth Kynast-Schmidt i Marek Żmiejewski, za czeską – Karel Hrubý, Tomaš Kočička i Radomir Moravec (ówczesny sekretarz Euroregionu Glacensis). Do autorów publikujących na łamach „Ziemi Kłodzkiej” należą m.in.: ks. Tadeusz Fitych, Zbigniew Gołąb, Henryk Grzybowski, Konrad K. Czapliński, Krystyna Toczyńska-Rudysz, Jacek Suchodolski, wcześniej publikowali też Edward Osowski (1939–2021), Ryszard Grzelakowski (1933–2017) i inni.

## Tematyka
Pismo zajmuje się historią regionu pokazaną z punktu widzenia autorów należących do narodów będących historycznymi współgospodarzami ziemi kłodzkiej, prowadzi dialog polsko-czesko-niemiecki. Zajmuje się też problemami ekologii (dział: Oficyna pod różą kłodzką), publikuje wiersze (Poezja ze słów rozsypanych), prezentuje ciekawe miejsca regionu i jego zabytki. Jako oprawę publikuje dużo czarno-białych zdjęć, reprodukcje starych pocztówek, a od czasu do czasu również wklejki z fotografiami w kolorze.
Celem czasopisma jest szeroko pojęta promocja regionu, zaznajomienie czytelników z lokalną historią i zabytkami oraz charakterem miejscowej przyrody.
W lipcu 2011 roku została uruchomiona strona internetowa czasopisma oraz strona fanów w społeczności Facebook.

## Nagrody
Czasopismo otrzymało liczne wyróżnienia polskie i zagraniczne, m.in.:
- Nagrodę „Kultury” Paryskiej przyznaną w 1996 r. przez Jerzego Giedroycia[5],
- Różę kłodzką (nagrodę starosty kłodzkiego, 1999)[6],
- Nagrodę im. Anatola J. Omelaniuka przyznawaną przez Radę Krajową Ruchu Stowarzyszeń Regionalnych Rzeczpospolitej Polskiej oraz Dolnośląskie Towarzystwo Regionalne w kategorii czasopism za wszechstronne, dobrze udokumentowane i atrakcyjnie przedstawione informacje o przeszłości i teraźniejszości mikroregionu Kotliny Kłodzkiej (2021)[7][8][9]